# روك القصبة
روك القصبة هو فيلم مغربي-فرنسي من إخراج ليلى المراكشي سنة 2013، وبطولة كل من مرجانة العلوي، نادين لبكي، لبنى أزابال، عمر الشريف، هيام عباس، وآخرون.
تم عرضه في قسم العروض الخاصة في مهرجان تورونتو السينمائي الدولي 2013. 

## القصة
يحكي الفيلم عن وفاة رب العائلة «عمر الشريف»، واجتماع أفرادها المؤلفة من الوالدة (هيام عباس) وبناتها الـ3 (نادين لبكي ومرجانة علاوي ولبنى الزبال)، في المنزل الأسري لـ3 أيام متتالية، فيستعدن الذكريات ويتشاركن الحزن وفق ما تنص عليه التقاليد، أي بعيدا عن ارتداء الثياب العادية واستبدال الجلبابات بها، ولمّ شمل العائلة، وإضفاء مظاهر الحداد على المنزل.
يخيم التوتر على أجواء المنزل، لا سيما أن الأب المتوفى لم يخلف وراءه سوى النساء (الزوجة و3 بنات)، ومع وصول الابنة الصغرى صوفيا العائدة من نيويورك حيث تعمل ممثلة، تنقلب الأوضاع في المنزل رأسا على عقب. فتستغل عودتها لتضع النقاط على الحروف في كل ما شاب علاقاتها مع أفراد عائلتها، ولتزعزع النظام الذي أرسته السلطة الأبوية. حالة هستيرية جارفة تمتزج بالضحكات والدموع، ستقود كل واحدة من تلك النسوة للمصالحة مع الذات، لا سيما أن سرا دفينا يجري كشفه في القسم الأخير من الفيلم يرسو بتلك العلاقات على بر الأمان.

## وصلات خارجية
- روك القصبة على موقع IMDb (الإنجليزية)
- روك القصبة على موقع روتن توميتوز (الإنجليزية)
- روك القصبة على موقع نتفليكس (الإنجليزية)
- روك القصبة على موقع قاعدة بيانات الأفلام العربية
- روك القصبة على موقع ألو سيني (الفرنسية)
- روك القصبة على موقع فيلمافينيتي (الإسبانية)
- روك القصبة على موقع قاعدة بيانات الأفلام السويدية (السويدية)
- روك القصبة على موقع قاعدة بيانات الفيلم (الإنجليزية)
- روك القصبة على موقع ليتربوكسد (الإنجليزية)
- روك القصبة على موقع كينوبويسك (الروسية)